# Гротоле (Потенца)
Гротоле (итал. Grottole) је насеље у Италији у округу Потенца, региону Базиликата.
Према процени из 2011. у насељу је живело 47 становника. Насеље се налази на надморској висини од 453 м.